# Edward Granville Browne
Edward Granville Browne, né le 7 février 1862 et mort le 5 janvier 1926, est un orientaliste britannique auteur de nombreux articles et ouvrages, principalement consacrés à l'histoire et la littérature.

## Publications
- Religious Systems of the World: A Contribution to the Study of Comparative Religion (1889)
- A Traveller's Narrative: Written to illustrate the episode of the Bab (1891)
- A Year Among the Persians (1893)
- A chapter from the history of Cannabis Indica (1897)
- A Literary History of Persia (1908)
- The Persian Revolution of 1905–1909 (1910)
- Materials for the Study of the Babi Religion (1918)
- Arabian Medicine (1921)